# Hakea actites
Hakea actites är en tvåhjärtbladig växtart som beskrevs av W. R. Barker. Hakea actites ingår i släktet Hakea och familjen Proteaceae. Inga underarter finns listade i Catalogue of Life.